# Onthophagus coenobita
Espèce
Synonymes
- Onthophagus cuspidiusculus Mulsant, 1842[2]
- Onthophagus fulvipes Faldermann, 1835[2]
- Onthophagus rufipes Ménetriés, 1832 nec Mulsant, 1842[2]
- Onthophagus subprominulus Mulsant, 1842[2]
- Onthophagus tricuspis Mulsant, 1842[2]
- Scarabaeus coenobita Herbst, 1783[2]
- Scarabaeus fulgens Brahm, 1790[2]
- Scarabaeus tenuicornis Preyssler, 1790[2]

Onthophagus coenobita est une espèce d'insectes coléoptères de la famille des scarabéidés.